# Episodi di South Park (sedicesima stagione)
La sedicesima stagione di South Park , composta da 14 episodi, è stata trasmessa negli Stati Uniti su Comedy Central dal 14 marzo al 7 novembre 2012.
L'edizione italiana è stata trasmessa su Comedy Central dall'11 settembre al 23 ottobre 2013.
Tutti gli episodi sono stati scritti e diretti da Trey Parker.
| nº | Titolo originale                   | Titolo italiano                     | Prima TV USA      | Prima TV Italia   |
| -- | ---------------------------------- | ----------------------------------- | ----------------- | ----------------- |
| 1  | Reverse Cowgirl                    | Seduta inversa                      | 14 marzo 2012     | 11 settembre 2013 |
| 2  | Cash for Gold                      | Compro oro                          | 21 marzo 2012     | 11 settembre 2013 |
| 3  | Faith Hilling                      | Faith Hilling                       | 28 marzo 2012     | 18 settembre 2013 |
| 4  | Jewpacabra                         | Jewpacabra                          | 4 aprile 2012     | 18 settembre 2013 |
| 5  | Butterballs                        | Il bullismo                         | 11 aprile 2012    | 25 settembre 2013 |
| 6  | I Should Have Never Gone Ziplining | Non avrei mai dovuto fare ziplining | 18 aprile 2012    | 25 settembre 2013 |
| 7  | Cartman Finds Love                 | Cartman scopre l'amore              | 25 aprile 2012    | 2 ottobre 2013    |
| 8  | Sarcastaball                       | Sarcastaball                        | 26 settembre 2012 | 2 ottobre 2013    |
| 9  | Raising the Bar                    | Un'impresa titanica                 | 3 ottobre 2012    | 9 ottobre 2013    |
| 10 | Insecurity                         | In-sicurezza                        | 10 ottobre 2012   | 9 ottobre 2013    |
| 11 | Going Native                       | Operazione Chi-Chi                  | 17 ottobre 2012   | 16 ottobre 2013   |
| 12 | A Nightmare on Facetime            | Incubo su Facetime                  | 24 ottobre 2012   | 16 ottobre 2013   |
| 13 | A Scause for Applause              | Un braccialetto per una causa       | 31 ottobre 2012   | 23 ottobre 2013   |
| 14 | Obama Wins!                        | Vince Obama!                        | 7 novembre 2012   | 23 ottobre 2013   |

## Seduta inversa
- Titolo originale: Reverse Cowgirl

### Trama
Clyde viene continuamente rimproverato da sua madre Betsy perché dimentica sempre di abbassare la tavoletta del water. Nonostante Clyde abbia chiesto agli amici di non parlarne con nessuno, Eric si prende gioco di lui. La sera stessa per l'ennesima volta Clyde lascia la tavoletta alzata causando la morte della madre, che è caduta dentro al water rimanendo intrappolata. Al funerale nasce un dibattito sulle problematiche della tavoletta del water: se siano gli uomini che devono ricordarsi di abbassarla o le donne che devono ricordarsi di guardare se è alzata prima di sedersi. In ogni caso, Clyde prova un profondo senso di colpa. Per alleviarlo, i suoi amici decidono di citare in giudizio John Harington, considerato l'inventore della moderna toilette. Per far ciò contattano un avvocato che li truffa convincendoli a fare una seduta spiritica molto costosa per entrare in contatto con Harington.
La tragedia porta in città gli agenti della Toilet Safety Administration con il compito di migliorare la sicurezza dei bagni domestici, dotando i water di cinture di sicurezza da indossare obbligatoriamente, metal detector, telecamere e guardie. Queste rigide e invadenti norme di sicurezza offendono Cartman e i cittadini di South Park, che organizzano una riunione senza trovare una soluzione perché i maschi sono convinti che le femmine debbano semplicemente guardare prima di sedersi e le donne vogliono obbligare gli uomini a sedersi come loro.
Un giorno, il disgustoso addetto alla sicurezza, che ha il compito di controllare i monitor, vede Cartman con una pistola e due ostaggi: un neonato e una guardia della TSA legata. In questo modo i cittadini che protestavano riescono a provare che il sistema di sicurezza è fallimentare e decidono anche loro di fare causa a John Harington. Durante il processo lo spirito di Betsy appare rivelando a Clyde che l'avvocato è un truffatore e rimproverandolo dicendo di abbassare la tavoletta invece di far causa ai morti. Improvvisamente appare
anche lo spirito di Harington che esprime tutta la sua irritazione perché le persone utilizzano la sua invenzione nel modo sbagliato: svela di aver progettato il suo water in modo tale da sedersi al contrario. Alla fine Clyde si siede sul water alla maniera di Harington lasciando la tavoletta del water alzata e salutando la madre con il gesto del dito medio.

## Compro oro
- Titolo originale: Cash for Gold

### Trama
Marvin Marsh, il nonno di Stan, decide di spendere i suoi soldi per della chincaglieria inutile da regalare ai suoi nipoti. Visto che non gli piace il regalo, Stan decide di venderlo alla grande catena dei "Cash For Gold". L'oggetto ha un valore attorno ai 12 dollari, così Stan capisce che il nonno è stato ingannato e decide di tenerselo. Cartman intanto rivela agli altri ragazzi l'esistenza di un canale di televendite che truffa gli anziani vendendogli chincaglieria inutile che poi regaleranno ai familiari, e Stan, indignato (anche perché ha scoperto che il nonno, da tempo afflitto dalla malattia di Alzheimer, ne è un assiduo cliente) decide di protestare.
Intanto Cartman insieme all'amico Butters apre un negozio di "Cash For Gold" a scuola, dove compra i regali dei bambini per pochi soldi e in televisione li spaccia per gioielli costosi. Alla fine i ragazzi si recheranno in India, dove scopriranno il sistema di mercato legato ai gioielli. Li Stan riesce a trovare un oggetto che il nonno aveva perso da anni, una sua foto con il suo vecchio cane. L'episodio termina con il suicidio del televenditore oppresso dalle ingiurie degli anziani.

## Faith Hilling

### Trama
I quattro ragazzi e Butters giocano a fotografare e postare Cartman mentre prende una ridicola posizione-meme, che imita il tenersi i capezzoli, chiamata Faith Hilling (riferimento ad una foto della cantante Faith Hill) durante il dibattito dei Repubblicani in Colorado del 2012 (cui partecipano Rick Santorum, Mitt Romney e Newt Gingrich). La foto della bravata finisce nella prima pagina del giornale cittadino ma viene considerata pericolosa dalla società e - cosa ancor peggiore per i ragazzi - anche sorpassata da altri meme. In particolare ora va di moda il Taylorswifting, cioè abbassarsi i pantaloni e strisciare col sedere per terra (chiara citazione della cantante Taylor Swift).
Così, mentre cercano di far resistere questa pratica, anche i gatti entrano in rete postando foto di sé stessi con la testa dentro una fetta di pane, raggiungendo pertanto l'intelligenza umana e rischiando di innescare una guerra tra razze. Tutto si concluderà con la rivalsa del tanto vituperato Faith Hilling.
Il Professor Lamont, che "insegna" i pericoli delle mode "memetiche", viene informato da due uomini non meglio identificati che anche un'altra specie animale sta postando meme su internet; Lamont vede in questo la prova che i gatti si stanno evoldendo e diventando intelligenti come gli uomini: questo è un riferimento al capitolo 11 del libro di Richard Dawkins sull'evoluzione, Il gene egoista, in cui l'autore suggerisce che le idee, o "meme", sono i nuovi replicatori e quindi una nuova forma di evoluzione. Questa stessa scena è anche una piccola parodia/citazione della scena del film I predatori dell'arca perduta in cui il professor Indiana Jones riceve la visita di due agenti dell'Intelligence che lo informano sul fatto che i nazisti sono ad un passo dal recuperare la mitica Arca dell'Alleanza.

## Jewpacabra

### Trama
Durante i festeggiamenti della Pasqua ebraica a South Park, Cartman, oltre a interessarsi della cultura ebraica, sparge la voce sull'esistenza di un pericoloso animale, il Jewpacabra. Comunica a tutti che la loro vita è in pericolo se parteciperanno alla caccia all'uovo di Pasqua, in modo da avere una scusa per andarci lui soltanto e poter prendere tutte le uova di cioccolato. Insieme a Butters realizza un video fasullo della misteriosa creatura e lo mostra a un team di esperti perché ne confermino l'esistenza; la cosa gli si ritorce contro poiché il team gli comunica che le sue prove del Jewpacabra sono inoppugnabili e dunque la bestia darà la caccia proprio a lui. Cartman si lascia allora manipolare dalla sicurezza dei cospirazionisti e si convince dell'esistenza della sua stessa invenzione, diventando sempre più paranoico e chiedendo aiuto a Kyle, il quale rifiuta. Mr. Billings, della catena alimentare SuperCibo, che il giorno successivo organizzerà la caccia all'uovo di Pasqua, veste Cartman da coniglietto, lo cosparge di sangue e lo incatena nel parco per sacrificarlo nella remota eventualità che il Jewpacabra esista davvero. Colpito da un dardo con anestetico dai cospirazionisti, Cartman, scambiato per un autentico esemplare di uomo-coniglietto, fa un sogno terribile sulle piaghe d'Egitto e quando si risveglia Kyle lo libera. La mattina successiva Eric si sveglia nel suo letto e, interpretando la sua sopravvivenza come un segno divino, si dichiara convertito all'ebraismo e lo annuncia ai compagni, suggerendo di farlo anche loro; questi non gli danno retta e continuano con la caccia all'uovo di Pasqua. Rimasti soli, Cartman si scambia gli auguri per la Pasqua ebraica con Kyle, nonostante questi sospetti su una vera adesione dell'amico alla sua religione.

## Il bullismo
- Titolo originale: Butterballs

### Trama
Butters è vittima di atti di bullismo la cui responsabile è sua nonna, in apparenza una signora dolce e gentile, ma in realtà perfida e prepotente. Per sensibilizzare i ragazzi verso i temi del bullismo e del nonnismo viene contattato anche Bucky Bailey, un popolare esperto in materia, che suggerisce agli studenti di girare un video affinché questi gesti non si ripetano.
Stan trova l'idea particolarmente stimolante e decide di girare un video di danza che coinvolge tutta la scuola, con Butters come protagonista. Kyle si dimostra scettico, e cerca di far notare all'amico come stia perdendo di vista l'obiettivo iniziale del lavoro, cercando di sfruttare a proprio vantaggio il successo del film, che ha attirato l'attenzione di un produttore di Hollywood.
Stan e Butters vanno così al Dr. Oz Show per promuovere il film, ma non appena il dottor Oz tormenta continuamente Butters per convincerlo a rivelare dettagli del film, questi lo attacca, apparendo agli occhi del pubblico come un violento psicopatico e non come una vittima. La notte seguente, Butters va in camera della nonna e le fa capire che a dispetto del suo comportamento, lei sarà destinata a morire da sola come una persona vuota, mentre lui continuerà a vivere felicemente. Stan invece, per rimediare ai suoi errori, sarà costretto a girare nudo per San Diego: è un riferimento a Jason Russell, regista del documentario "Kony 2012" che in seguito alla grande popolarità del suo video venne trovato a San Diego in stato confusionale mentre stava compiendo atti vandalici, per poi essere arrestato dalla polizia e ricoverato in una clinica psichiatrica.

## Non avrei mai dovuto fare ziplining
- Titolo originale: I Should Have Never Gone Ziplining

### Trama
Per impiegare il loro tempo in modo più divertente Cartman, Kyle, Stan e Kenny decidono di andare a fare ziplining. Arrivati sul posto si trovano in mezzo a un gruppo di turisti e a una guida particolarmente noiosa. Anche far ziplining non è così eccitante come pensavano. In più Cartman, a causa di tutto quello che ha ingerito, ha assoluta necessità di trovare un bagno. I quattro dopo essersi rinfacciati la colpa per essere finiti lì, decidono di svignarsela e chiedono aiuto a un cow boy che noleggia cavalli. Ma si ritrovano nuovamente in un viaggio organizzato e Stan propone un giro in barca attorno ad un lago, ma sarà l'ennesimo e noioso viaggio. I quattro continuano a litigare e a darsi la colpa per essere finiti lì, ma alla fine è Stan a confessare di essere stato lui a portare i ragazzi in quella noiosa gita solo per ricevere un nuovo modello di iPod nano. Dopo ore di noia che porterà anche alla morte di Kenny, e alla fuoriuscita di Herpes sugli altri tre, il miracoloso intervento di Mr Hankey riuscirà a salvare i ragazzi.

## Cartman scopre l'amore
- Titolo originale: Cartman Finds Love

### Trama
Alla scuola elementare di South Park arriva una nuova alunna afroamericana chiamata Nichole. Cartman subito cerca di convincere Token, l'unico bambino nero della scuola, a farsi avanti, in quanto crede che le persone della stessa razza debbono stare insieme. Tuttavia, Token non sembra interessato alla ragazza e allora Cartman decide di forzare la situazione e sparge la voce tra le ragazze che Token ha una cotta per Nichole. A casa di Bebe le compagne dicono a Nicole che Token ha una cotta per lei, ma la ragazza confessa di avere una cotta per Kyle: questo fa arrabbiare Cartman (che le stava spiando da una finestra), che risolve questo problema dicendo direttamente alla ragazza che Kyle è omosessuale e sta insieme a lui. Poi, fa in modo che Token e Nicole rimangano chiusi nella palestra per tutta la notte costringendoli a fare amicizia.
Durante la puntata si scopre così che Cartman ha fatto fidanzare, insieme al suo amico immaginario "Mio Cupidone" (Cupid Me, una versione di sé stesso da Cupido), diverse coppie dello stesso colore della pelle o razza. Cartman comincia a parlare con Mio Cupidone e i due si congratulano l'un l'altro per aver fatto finire Nichole e Token insieme. Cartman si sostituisce a Token anche per i regali che fa alla ragazza, la quale scopre su un orsetto una medaglietta con scritto "i neri stanno bene insieme". La ragazzina lascia così Token e va ad una partita di basket con Kyle. Cartman vistosi messo alle strette e disperato perché i due si sono lasciati (arriva ad ammazzare di bastonate Cupido e si consola facendosi tenere la mano da Butters mentre piange in camera sua) va alla partita e sullo schermo gigante canta il suo amore per Kyle.
Alla fine della canzone fa uscire tutti con un pretesto dal palazzetto facendo in modo che i due ragazzi restino soli. In quel momento capiscono che i due si amano facendo felice Cartman e il suo cupido che lancia le sue frecce su una bambina malata di alitosi (la partita di basket era organizzata per questa associazione e la bambina ha fatto il tiro d'inizio) che si innamora di Cartman che fugge via dalla bambina inseguendo il suo cupido per fargliela pagare.
- Guest star: Brad Paisley (se stesso)

## Sarcasmoball

### Trama
Oltraggiato dal fatto che nella scuola di South Park siano stati vietati i kickoff, Randy propone, sarcasticamente, di rendere il gioco ancora più sicuro apportando delle ridicole modifiche. Purtroppo viene preso sul serio, e il nuovo sport, "Sarcasmoball", diventa lo sport più importante della nazione. Butters si dimostra il più dotato nel nuovo sport e diventa l'idolo dei ragazzini di South Park e capitano della loro squadra. Butters nel frattempo, sotto consiglio di Cartman, decide di vendere come energizzante su larga scala il frutto della sua "crema" che gli esce la notte(il ragazzino, inconsapevole dell'esistenza dello sperma, lo imbottigliava per conservarlo), ricavando grande successo. Poi, improvvisamente, dopo che Randy assaggiandolo ne riconosce la vera identità, sia lo sport che il prodotto subiscono un rapido e definitivo calo di popolarità.

## Un'impresa titanica
- Titolo originale: Raising the Bar

### Trama
Cartman, in sella ad uno scooter per disabili, decide di sfruttare al massimo e senza ritegno i privilegi che la condizione di "obeso", negli Stati Uniti d'America, concede. Kyle, nel tentativo di fermare Cartman e sensibilizzare l'opinione pubblica, cerca di realizzare un video che documenti come gli obesi traggano vantaggio da quello che non è un reale handicap ma il risultato di un malsano modo di vivere. Token, invece che realizzare il documentario promesso, produce uno show nel quale Cartman appare come un simpatico pasciuto piantagrane: Fatty Doo Doo. Nella conquista dell'audience e del cuore degli americani, dovrà però vedersela con la già celebre Honey Boo Boo: una bambina manipolata e ingozzata da una madre in cerca di notorietà. Il regista James Cameron, nel contempo, cerca di risollevare il preoccupante livello di cattivo gusto raggiunto, andandolo a scovare nell'oceano, a 5000 metri di profondità.
Nell'episodio viene preso in giro Randy Newman (doppiato da Trey Parker), che canta la sigla del documentario su Cartman girato da Token, con un evidente difetto di pronuncia, e dicendo cose come "conosco solo cinque accordi".

## In-sicurezza
- Titolo originale: Insecurity

### Trama
Gerald e Sheila, padre e madre di Kyle, conducono la loro vita sessuale attuando vari escamotage per ravvivare il piacere. L'ultimo in ordine di tempo è far travestire Gerald da fattorino della UPS. Ike scopre i genitori nel pieno della passione, ma, per un errore di prospettiva, crede che al posto del papà ci sia un vero fattorino UPS. Tramite un disegno del piccolo lo viene a scoprire anche Kyle. Preso dallo sconforto, si confida coi suoi amici, innescando un'imprevista reazione da parte di Cartman che inizia a diventare fobico e teme che ogni uomo possa penetrare in casa sua e molestare la madre, così acquista un super sistema di sicurezza. Intanto Randy, che ha ascoltato la conversazione dei ragazzi, diffonde tra gli abitanti della zona lo spauracchio del fattorino UPS, dando vita una caccia all'uomo che culminerà col linciaggio del povero malcapitato ignaro di tutto l'equivoco.

## Operazione Chi-Chi
- Titolo originale: Going Native

### Trama
Preoccupata dall'atteggiamento insolitamente aggressivo di Butters, la preside Victoria convoca in presidenza i suoi genitori che, sconcertati, capiscono che Butters ha raggiunto la maturità e che solo effettuando un viaggio verso i suoi antichi antenati egli possa colmare questa improvvisa irascibilità; Butters infatti è un nativo hawaiano. Ad accompagnarlo in questo viaggio vi è Kenny che, considerato dai suoi amici l'individuo più rispettato ed apprezzato da Butters, viene spinto con la forza ad andare con lui. Arrivati alle Hawaii, Kenny dimostra subito compiacimento nel trovarsi fra i nativi, che non fanno che sfruttare la loro discendenza hawaiana per trarre benefici economici (e non) da qualsiasi cosa.
Inizia presto una dura battaglia fra i turisti e i nativi a causa della rivendicazione dell'isola e questi eventi impediscono a Butters di compiere il cosiddetto rituale per raggiungere la matura età. Kenny, nel frattempo, cerca di superare alcune prove per diventare anch'esso un nativo, ma fallisce miseramente e finisce in una cascata.
Alla fine Kenny, grazie all'aiuto del fantasma di Elvis Presley, troverà in un'antica rovina gli ingredienti per il più famoso cocktail hawaiano il chi chi, che sull'isola era esaurito da tempo, mandando in disperazione i vari abitanti. Questo gesto sarà di aiuto a Kenny per entrare nelle grazie dei nativi, facendo sì che diventi un nativo lui stesso. Grazie all'apprezzatissimo cocktail può finalmente ultimarsi il rituale di Butters, il quale, dopo averlo terminato, ritorna quello di sempre.

## Incubo su Facetime
- Titolo originale: A Nightmare on Facetime

### Trama
Randy racconta alla famiglia di aver acquistato un negozio di Blockbuster: la famiglia invece è contraria a tale decisione, affermando che si è trattato di un acquisto senza alcuna prospettiva di profitti e che Blockbuster è ormai antiquato. Randy mostra alla famiglia il negozio credendo di poterci fare moltissimi soldi, ma ignorando che ormai i film si vedono in streaming gratuitamente. Passano i giorni e nessun cliente si presenta per noleggiare dei film e nel frattempo Randy inizia ad impazzire.
La sera di Halloween, Stan ed i suoi amici avevano in programma di fare dolcetto o scherzetto vestiti da I Vendicatori, ma Randy forza Stan a restare per la promozione di Halloween, che farà fare moltissimi soldi alla famiglia. A Kyle viene l'idea di utilizzare Facetime sul suo iPad e fare una videochiamata con Stan cosicché possano fare dolcetto o scherzetto. Cartman si lamenta dicendo che la presenza virtuale di Stan avrebbe confuso la gente. Poco dopo I Vendicatori vedono dei ladri rapinare un negozio e decidono di agire da veri supereroi e fermarli, ma ci ripensano quando scoprono che i ladri hanno ucciso il commesso. Intanto, al Blockbuster, Randy ha delle allucinazioni le quali lo spingono a credere che l'insuccesso finanziario sia dovuto alla poca collaborazione da parte del resto della famiglia.
I ladri, nel frattempo, hanno "rapito" Stan e, minacciando di rompere l'iPad di Kyle, spingono Stan a confessare dove gli amici si sono rifugiati, ossia al Monster Mash. Intanto Kyle, Cartman e Kenny si trovano alla polizia a denunciare i ladri. Stan, tramite Facetime, viene gettato dai ladri in mezzo a un campo e recuperato più tardi da una coppia che lo porta all'ospedale. Gli amici vanno da Stan in ospedale e la polizia scopre che i ladri si stanno dirigendo al Monster Mash. Al Blockbuster Randy si aggira cercando Stan, mentre Shelly sta dando fuoco all'edificio. Al Monster Mash un poliziotto camuffato da Psy, usando l'iPad con Stan come testa, sta cercando i ladri ma improvvisamente Randy usa l'iPad di Stan e il poliziotto inizia a marciare alla cieca con Randy che urla rabbioso. La polizia spara, senza riconoscerlo, al poliziotto camuffato e Kyle osserva con tristezza il suo iPad scaricarsi con Stan che dà un ultimo saluto ai suoi amici. Randy, uscito dal Blockbuster, si congela sulla neve, mentre il negozio va in cenere.
Il titolo originale dell'episodio, A Nightmare on Face Time, è un riferimento al film Nightmare - Dal profondo della notte (A Nightmare on Elm Street, 1984). La parte della storia incentrata su Randy Marsh è invece una parodia del film Shining (The Shining, 1980).

## Un braccialetto per una causa
- Titolo originale: A Scause for Applause

### Trama
Tutti a South Park indossano un braccialetto con scritto l'acronimo di "Che cosa farebbe Gesù?", ma, dopo avere sentito che tracce di farmaci dopanti sono stati trovati nel sangue di Gesù dopo la crocifissione e sulla sindone, se lo tolgono, giungendo alla conclusione che Gesù non è morto per i peccati dell'umanità e che faceva miracoli sotto l'influenza di farmaci. Stan però non se lo toglie e lancia così un movimento che ostenta l'indipendenza di pensiero. Uno scienziato lo accusa però di avere rimosso il braccialetto e poi di averlo incollato di nuovo. Stan viene screditato. Incontra Gesù e insieme decidono di riscattarsi sostenendo la lotta dei contadini in Bielorussia. I due si recano all'azienda dei braccialetti per averne uno che sostenga quella causa, ma poi si rendono conto che il proprietario non è altro che uno che lucra sugli ideali della gente. Totalmente screditati, Stan e Gesù realizzano che l'unico modo per riottenere la stima della gente è quello di recuperare i soldi degli abitanti di South Park che il proprietario della ditta di braccialetti si è intascato, così Gesù decide di ricorrere ai farmaci dopanti per distruggere definitivamente la fabbrica di braccialetti.

## Vince Obama!
- Titolo originale: Obama Wins!

### Trama
Cartman riesce ad entrare in possesso di migliaia di schede elettorali a favore di Romney. Queste schede sono state occultate dai cinesi, che in questo modo hanno aiutato Obama a vincere le elezioni. In cambio essi ottengono la promessa da parte di Obama di poter impossessarsi dei diritti di Star Wars al momento in mano alla Disney. Il gioco di Cartman è quello di essere lui l'interprete del figlio di Skywalker nella nuova serie di Guerre Stellari. I cinesi però non vogliono stare a questo ricatto perché la loro intenzione è di "proteggere" il prodotto e garantirgli un grande futuro. Cartman allora va alla Disney, dove Topolino invece, gli assicura che potrà fare qualunque personaggio desideri purché i diritti restino alla Walt Disney. Alla fine Kyle e i suoi amici riescono a trovare le schede nascoste, ma dopo la spiegazione di Morgan Freeman (che compare ogni volta che c'è da spiegare qualcosa di contorto, e che facendolo guadagna delle nuove lentiggini), decidono che è meglio conservare la grandezza di Star Wars piuttosto che avere il vero presidente votato dagli americani.